# Misia
|  | Per a altres significats, vegeu «Mísia». |

Misia (ミーシャ, Mīsha, 7 de juliol de 1978, Nagasaki), escrit moltes vegades com a MISIA, és el nom artístic de Misaki Ito, una cantant japonesa, cantautora i productora musical. Va néixer a Nagasaki, però es mogué a Fukuoka als 14 anys per a perseguir una carrera musical. Allà, ella va continuar la seva educació secundària i va anar breument a la Universitat Seinan Gakuin abans de sortir-ne per a concentrar-se en la seva carrera musical. Va signar amb BMG Japan el 1997, després d'una audició amb el productor Haruo Yoda.
Misia va saltar a la fama després del llançament del seu àlbum debut, Mother Father Brother Sister (1998), que es va convertir en el setè àlbum japonès de debut més venut de tots els temps, guanyant dos Japan Gold Disc Award i un Japan Record Award. El 2000, Misia va llançar el seu segon àlbum d'estudi, Love Is the Message, que li va valer un altre Japan Gold Disc i un Japan Record Award. El seu tercer àlbum d'estudi, Marvelous (2001), va reportar-li el seu primer senzill número u a la llista de senzills Oricon llista de singles, amb "Everything". La cançó es va convertir en el quart single més venut de la dècada del 2000 al Japó, així com el quart single més venut per una artista femenina en solitari japonès de tots els temps. El 2001, Misia i la seva agència, Rhythmedia, va signar un contracte d'enregistrament amb Avex i van formar el seu propi segell, Rhythmedia Tribe. El primer àlbum amb Rhythmedia Tribe, Kiss in the Sky, va esdevenir el quart àlbum número u consecutiu de Misia a l'Oricon Albums Chart. Això la va convertir en la quarta artista femenina en solitari amb la ratxa més llarga d'àlbums número u des del seu debut.
Després d'una sèrie d'enregistraments reeixits, incloent Mars & Roses, Singer for Singer i Ascension, Misia va tornar al seu antic segell discogràfic, BMG Japan. Després de l'adquisició de BMG Japan per part de Sony Music Entertainment Japan, Misia va ser recol·locada sota la filial de Sony, Ariola Japan.
Misia ha llançat 10 àlbums d'estudi i està entre els artistes amb més vendes de la música japonesa de tots els temps, havent venut més de 30 milions de discos. És una de les artistes amb més gires al Japó, convertint-se en la primera artista femenina de tocar als cinc estadis més grans del Japó el 2004. Misia és famosa pel seu rang vocal de cinc octaves i és àmpliament reconeguda com la primera superestrella del R&B japonès. A més de la seva carrera musical, Misia és també una filantrop compromesa i s'involucra en causes humanitàries i les activitats de conservació de la biodiversitat.

## Discografia
- Mother Father Brother Sister (1998)
- Love Is the Message (2000)
- Marvelous (2001)
- Kiss in the Sky (2002)
- Mars & Roses (2004)
- Singer for Singer (2004)
- Ascension (2007)
- Eighth World (2008)
- Just Ballade (2009)
- Soul Quest (2011)
- Misia no Mori: Forest Covers (2011)